# Принцип Дюамеля
В математике, а более конкретно в дифференциальных уравнениях, принцип Дюамеля позволяет найти решение неоднородного волнового уравнения, а также неоднородного уравнения теплопроводности. Он назван в честь Жан-Мари Констан Дюамеля (1797—1872), французского математика.
Дано неоднородное волновое уравнение:
{\displaystyle u_{tt}-c^{2}u_{xx}=f(x,t)}
с начальными условиями
{\displaystyle u(x,0)=u_{t}(x,0)=0.}
Решение имеет вид:
{\displaystyle u(x,t)={\frac {1}{2c}}\int _{0}^{t}\int _{x-c(t-s)}^{x+c(t-s)}f(\xi ,s)\,d\xi \,ds.}

## Для линейного ОДУ с постоянными коэффициентами
Принцип Дюамеля говорит, что решение неоднородного линейного уравнения в частных производных может быть найдено путём нахождения решения для однородного уравнения, а затем подстановкой его в интеграл Дюамеля. Предположим, у нас есть неоднородное обыкновенные дифференциальные уравнения с постоянными коэффициентами порядка m:
{\displaystyle P(\partial _{t})u(t)=F(t)}
{\displaystyle \partial _{t}^{j}u(0)=0,\;0\leq j\leq m-1}
где
{\displaystyle P(\partial _{t}):=a_{m}\partial _{t}^{m}+\cdots +a_{1}\partial _{t}+a_{0},\;a_{m}\neq 0.}
Мы можем решить сначала однородное ОДУ, используя следующие методы. Все шаги делаются формально, игнорируя требования, необходимые для того, чтобы решение было четко определено.
{\displaystyle P(\partial _{t})G=0,\;\partial _{t}^{j}G(0)=0,\quad 0\leq j\leq m-2,\;\partial _{t}^{m-1}G(0)=1/a_{m}.}
Определим {\displaystyle H=G\chi _{[0,\infty )}}, {\displaystyle \chi _{[0,\infty )}} - характеристическая функция на интервале {\displaystyle [0,\infty )}. Тогда
{\displaystyle P(\partial _{t})H=\delta }
есть обобщённая функция.
{\displaystyle u(t)=(H\ast F)(t)}
{\displaystyle =\int _{0}^{\infty }G(\tau )F(t-\tau )\,d\tau }
{\displaystyle =\int _{-\infty }^{t}G(t-\tau )F(\tau )\,d\tau }
есть решение ОДУ.

## Для уравнений в частных производных
Пусть есть неоднородное уравнение в частных производных с постоянными коэффициентами:
{\displaystyle P(\partial _{t},D_{x})u(t,x)=F(t,x)}
где
{\displaystyle D_{x}={\frac {1}{i}}{\frac {\partial }{\partial x}}}
Мы можем решить сначала однородное ОДУ, используя следующие методы. Все шаги делаются формально, игнорируя требования, необходимые для того, чтобы решение было четко определено.
Сначала, используя Преобразование Фурье в x имеем
{\displaystyle P(\partial _{t},\xi ){\hat {u}}(t,\xi )={\hat {F}}(t,\xi ).}
где {\displaystyle P(\partial _{t},\xi )} это ОДУ порядка m по t. Пусть {\displaystyle a_{m}} это коэффициент слагаемого наивысшего порядка в {\displaystyle P(\partial _{t},\xi )}.
Для каждого {\displaystyle \xi } решим {\displaystyle G(t,\xi )}
{\displaystyle P(\partial _{t},\xi )G(t,\xi )=0,\;\partial _{t}^{j}G(0,\xi )=0\;{\mbox{ for }}0\leq j\leq m-2,\;\partial _{t}^{m-1}G(0,\xi )=1/a_{m}.}
Определим {\displaystyle H(t,\xi )=G(t,\xi )\chi _{[0,\infty )}(t)}. Тогда
{\displaystyle P(\partial _{t},\xi )H(t,\xi )=\delta (t)}
есть обобщённая функция.
{\displaystyle {\hat {u}}(t,\xi )=(H(\cdot ,\xi )\ast {\hat {F}}(\cdot ,\xi ))(t)}
{\displaystyle =\int _{0}^{\infty }G(\tau ,\xi )F(t-\tau ,\xi )\,d\tau }
{\displaystyle =\int _{-\infty }^{t}G(t-\tau ,\xi )F(\tau ,\xi )\,d\tau }
есть решение уравнения (после перехода назад к x).